# الدوري المكسيكي الممتاز 1971-72
الدوري المكسيكي الممتاز 1971-72 (بالإسبانية: Primera División de México 1971-72)‏ هو موسم من الدوري المكسيكي الممتاز. كان عدد الأندية المشاركة فيه 18، وفاز فيه كروز آزول.